# Fratria
A disputa pelos Genos (a base das comunidades gentilícias — na qual um ajuda o outro na produção e na colheita) gerou a formação das fratrias, logo a igualdade social presente no período pré-homérico deixou de existir, havendo então desigualdade social entre as tribos. Contestando assim 3 grupos oficiais: os eupátridas, os Georgois e os Thetais.
- Os eupátridas eram os "bem-nascidos", possuíam um grau de parentesco com o Pater, quando adultos recebiam as melhores terras.
- Os Georgois possuíam um grau de parentesco distante do Pater. Eram principalmente os agricultores e os artesãos.
- Os Thethais eram os marginalizados. Excluídos da vida pública grega.

Com o enfraquecimento da estrutura social, surge a Pólis Grega; esta que caracteriza o início do Período Arcaico.